# Općina Starše
Općina Starše (slo.:Občina Starše) je općina u istočnoj Sloveniji u pokrajini Štajerskoj i statističkoj regiji Podravskoj. Središte općine je naselje Starše sa 726 stanovnika. 

## Zemljopis
Općina Starše nalazi se u istočnom dijelu Slovenije. Općina se nalazi u dolini rijeke Save južno od Maribora, na Pohorju.
U općini vlada umjereno kontinentalna klima. Najznačajniji vodotok u općini je rijeke Drava.

## Naselja u općini
Brunšvik, Loka, Marjeta na Dravskem Polju, Prepolje, Rošnja, Starše, Trniče, Zlatoličje

## Vanjske poveznice
- Službena stranica općina